# Prats i boscos de bedolls d'Escandinàvia
Els prats i boscos de bedolls d'Escandinàvia és una ecoregió paleàrtica formada pels biomes de tundra alpina i de bosc boreal, situada a Noruega, Suècia i Finlàndia. És una de les ecoregions terrestres determinades i definides pel Fons Mundial per la Natura.

## Valor de conservació
Els prats i boscos de bedolls d'Escandinàvia és una de les dues-centes ecoregions mundials i, per tant, es considera una alta prioritat la seva conservació.

## Geografia

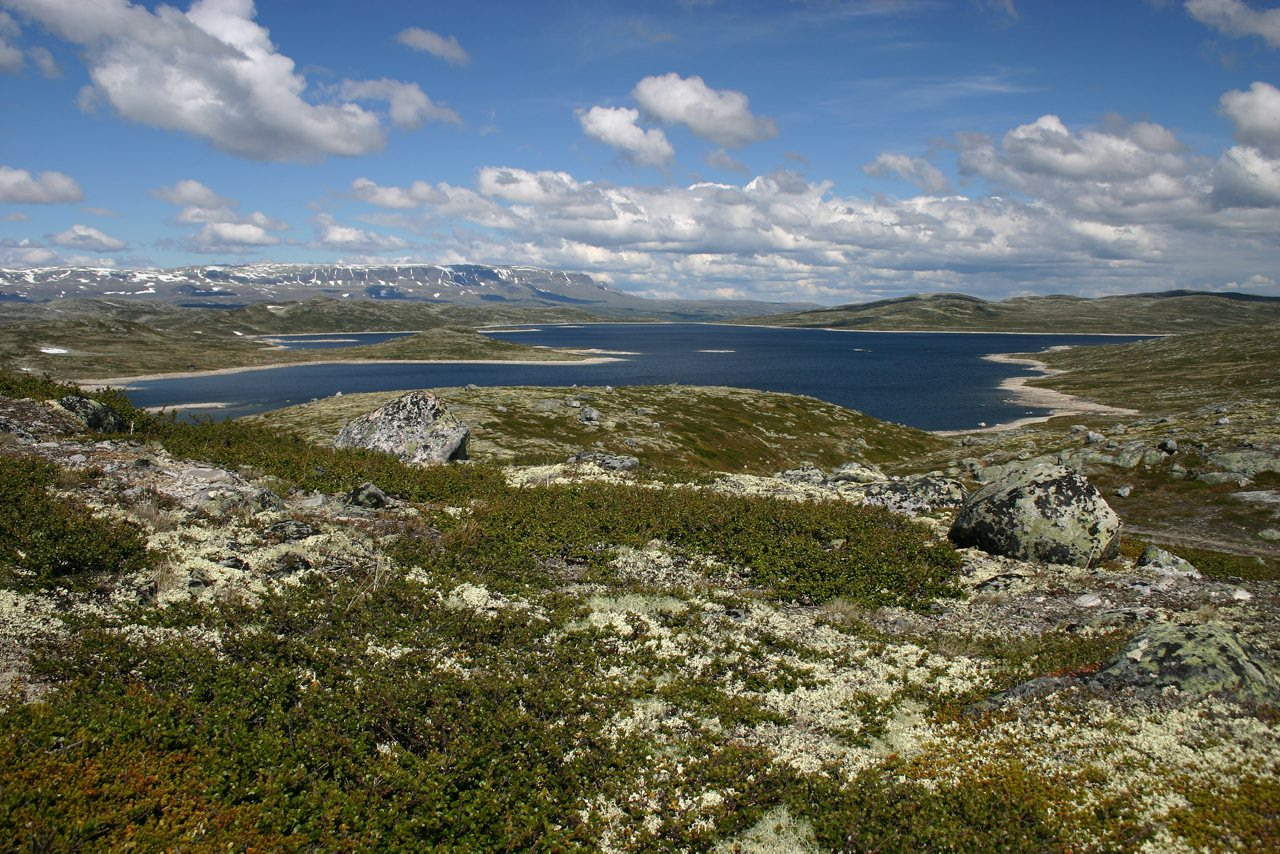
Hardangervidda, l'altiplà de muntanya més gran de l'Europa del nord

L'ecoregió segueix els Alps Escandinaus, i abasta 11 graus de latitud de sud a nord. Al voltant de dues terceres parts de l'ecoregió es troben a Noruega, aproximadament un terç a Suècia i una petita àrea que toca la part més al nord de Finlàndia. Es tracta d'una ecoregió variada, de 1.600 km de longitud, amb una superfície total aproximada de 243 000 km² (lleugerament més gran que la Gran Bretanya).

Les glaceres més grans del continent europeu es troben aquí (Jostedalsbreen, Svartisen), igual que les muntanyes més altes del nord d'Europa (Jotunheimen) i l'altiplà de muntanya més gran. La serralada forma una ombra orogràfica, i la part oriental de la serralada és considerablement més seca que la part occidental. L'ecoregió es divideix en dues parts: la part meridional, que es troba a les muntanyes centrals de Noruega i baixa fins als fiords occidentals; i la part septentrional, que segueix les muntanyes de Kjølen i també baixa fins als fiords de l'oest. Les parts occidentals de l'ecoregió, tant al sud com al nord, limita amb l'ecoregió del bosc costaner de coníferes d'Escandinàvia o directament amb els fiords (mar de Noruega i mar del Nord). Les part orientals de l'ecoregió, tant al sud com al nord, limiten amb l'ecoregió de la taigà escandinava i russa. A l'extrem sud es troba amb l'ecoregió del bosc mixt sarmàtic, mentre que a l'extrem nord-est, a prop del mar de Barentsz, s'aproxima a l'ecoregió de la tundra de la península de Kola.

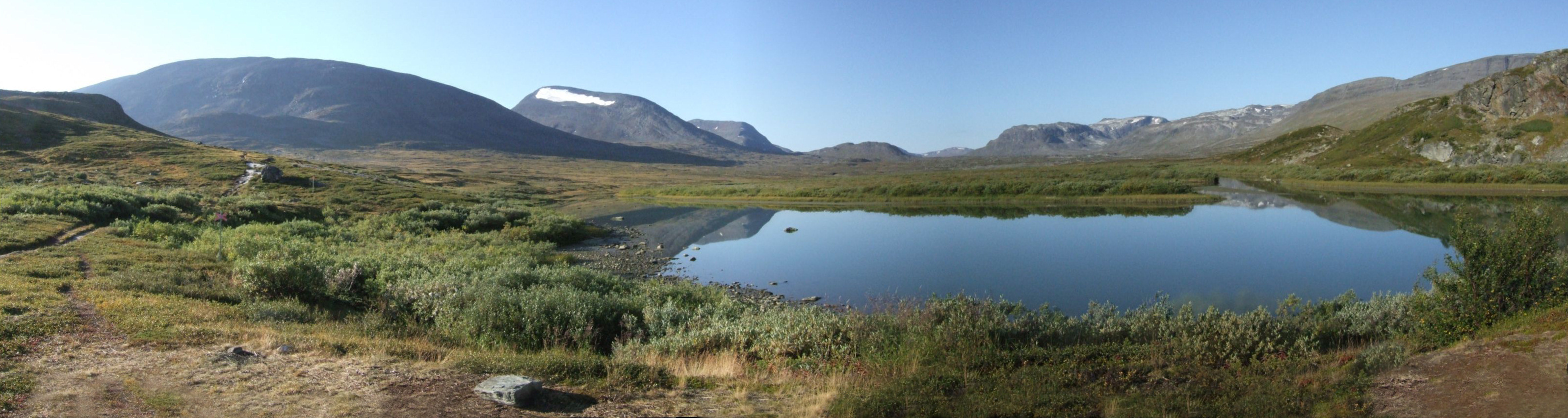
Tundra alpina prop d'Alesjaure, al nord de Suècia

## Hàbitats

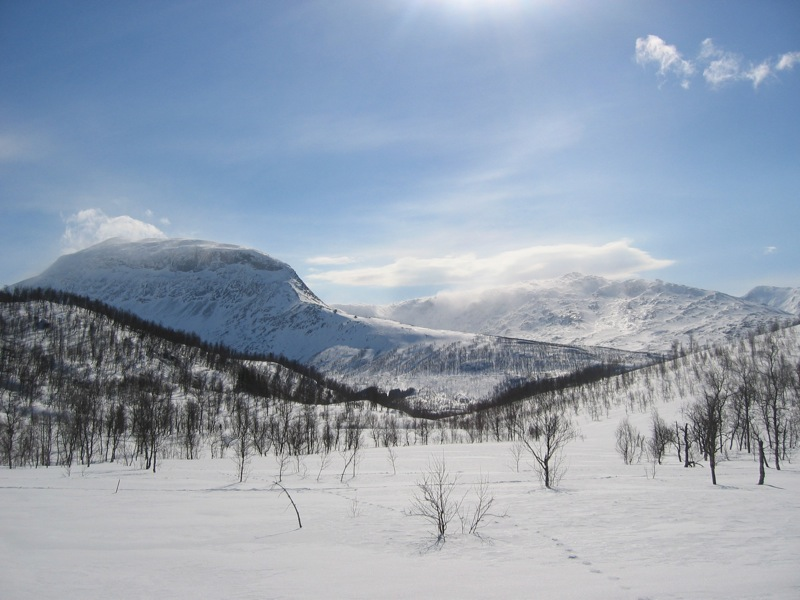
L'hivern és llarg i el desgel és tardà al límit arbori, Junkerdal, Noruega.

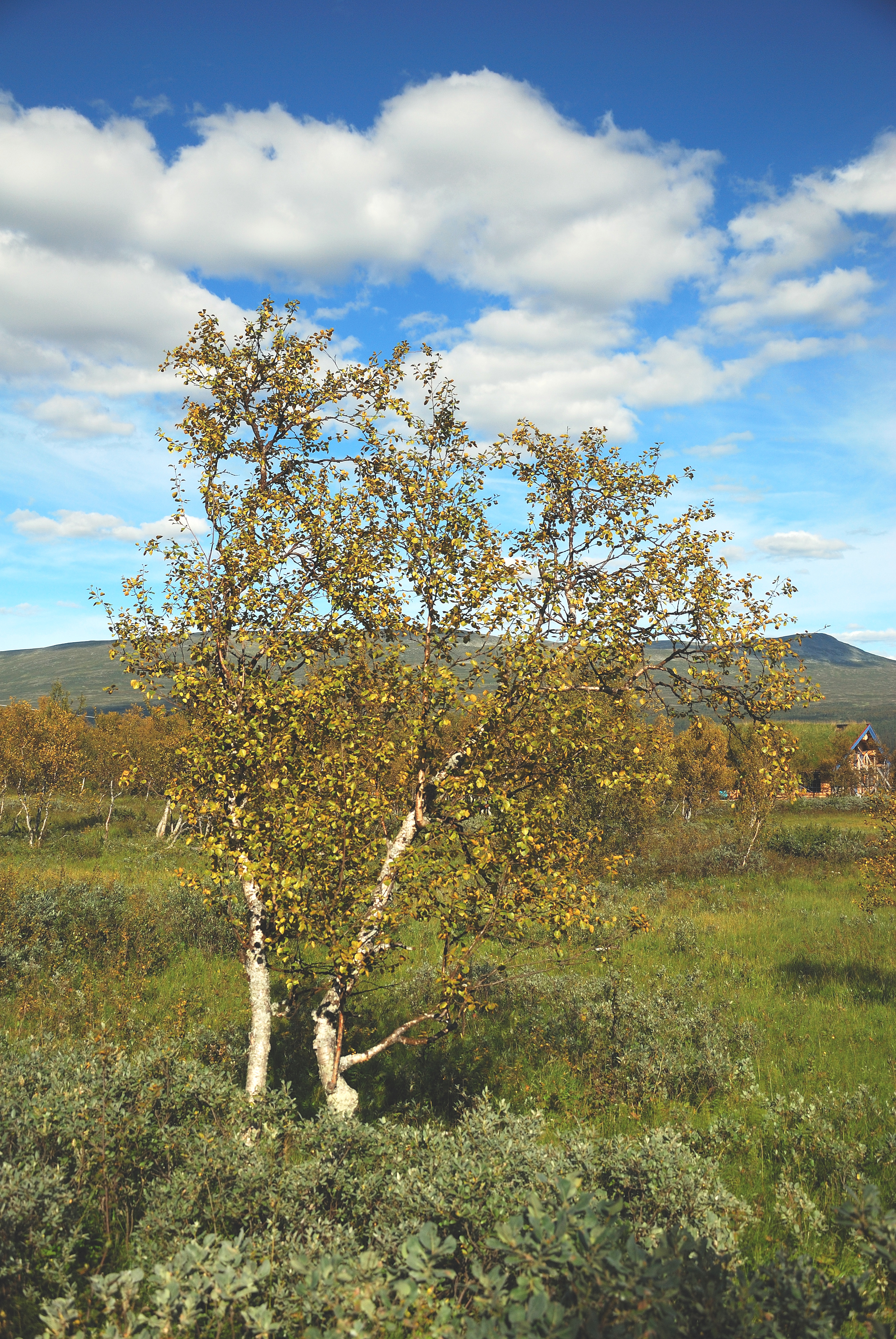
Bedoll de muntanya a prop del límit arbori a Ljungdalen, Suècia

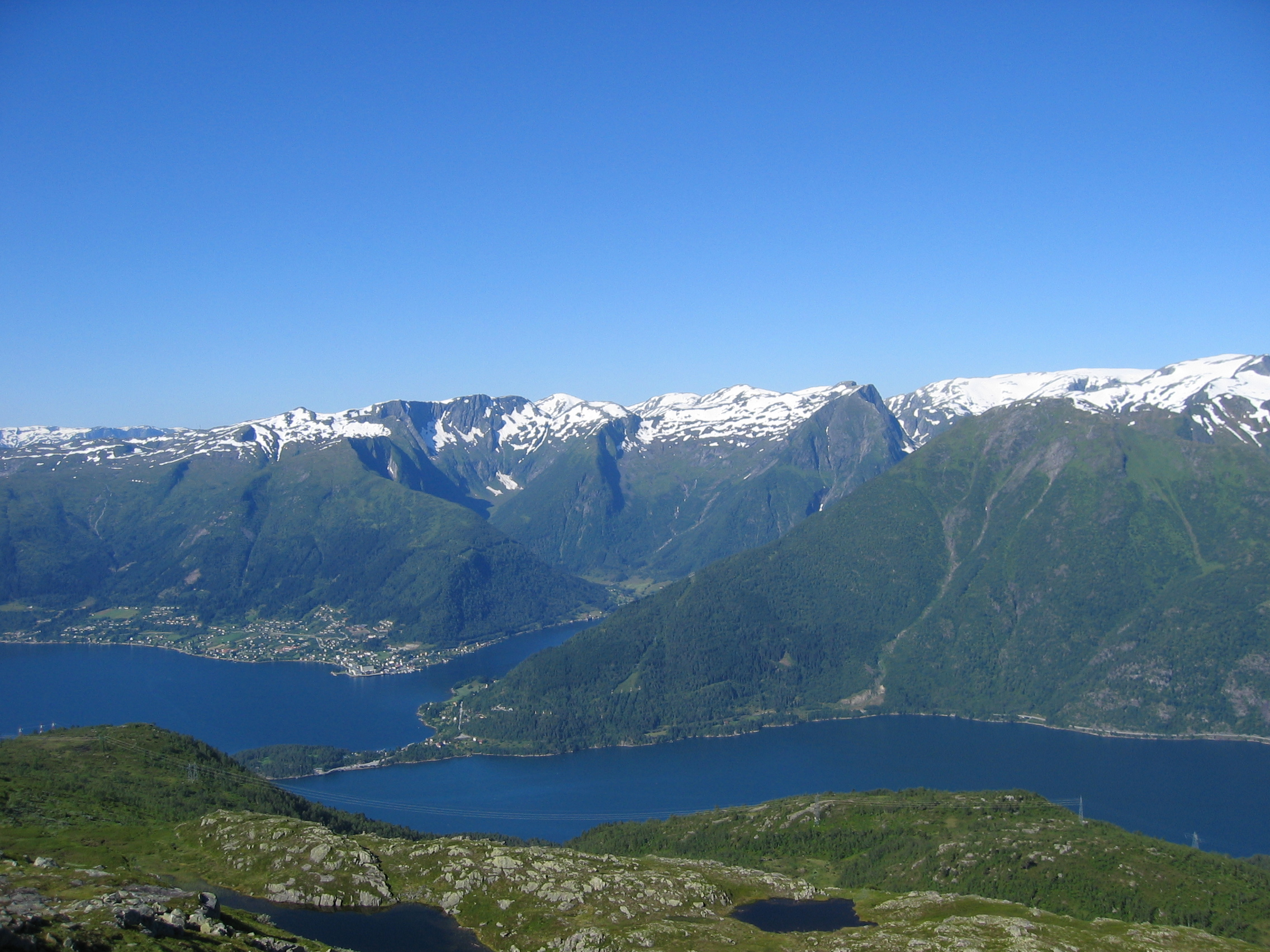
Balestrand, situat al Sognefjord, té un clima temperat amb una temperatura mitjana anual de 6,6 °C. Les muntanyes circumdants arriben als 1.400 m amb tundra alpina, glaceres i una mitjana anual de fins a -2 °C.

Algunes parts de l'ecoregió estan ubicades en petites zones de muntanya envoltades per biomes d'elevació inferior, com és el cas de les muntanyes costaneres de Noruega. A l'estatge alpí es troba la tundra alpina alta amb una vegetació molt modesta i roca nua, camps de neu i glaceres. A l'estatge subalpí es troba tundra alpina baixa amb coberta vegetal contínua; bedoll nan i salzes de fins a un 1 m d'altura i prats, així com nombrosos llacs i torberes. A l'estatge montà es troba la zona adjacent de bedolls amb petits (2–5 m) bedolls pubescents de muntanya (Betula pubescens) a la part superior del límit arbori de les coníferes; amb alguns avets, pins negres més avall, així com molts llacs i torberes. Aquesta part es considera part de la zona de l'alta vegetació boreal (taigà dispersa); el límit arbori format per bedolls és molt estrany fora d'Escandinàvia (tot i que també es troba a Islàndia i la península de Kamtxatka).
En elevacions encara més baixes, a l'estatge basal, els boscos són més densos (mitjana-baixa vegetació boreal) i els arbres són més alts (8–20 m, excepcionalment 30 m), amb més espècies inclòs el pi roig i el trèmol. En alguns casos molts dels boscos de les terres baixes properes als fiords de la Noruega occidental també inclouen l'avet roig (tant l'avet roig com l'avet de Sitka són plantats habitualment per raons econòmiques). En aquests boscos temperats també es troben espècies com el roure pènol (Quercus robur), el freixe de fulla gran (Fraxinus excelsior), el teix (Taxus baccata), Ilex i el til·ler de fulla petita, a més del pi, el trèmol i el bedoll. Així doncs, hi hi ha una gran varietat de condicions ambientals dins d'aquesta ecoregió; des del bosc temperat prop dels fiords amb una temporada de creixement de 6 mesos fins a les muntanyes més altes amb glaceres i camps de neu que no es fonen fins a mitjan estiu.

## Flora i fauna

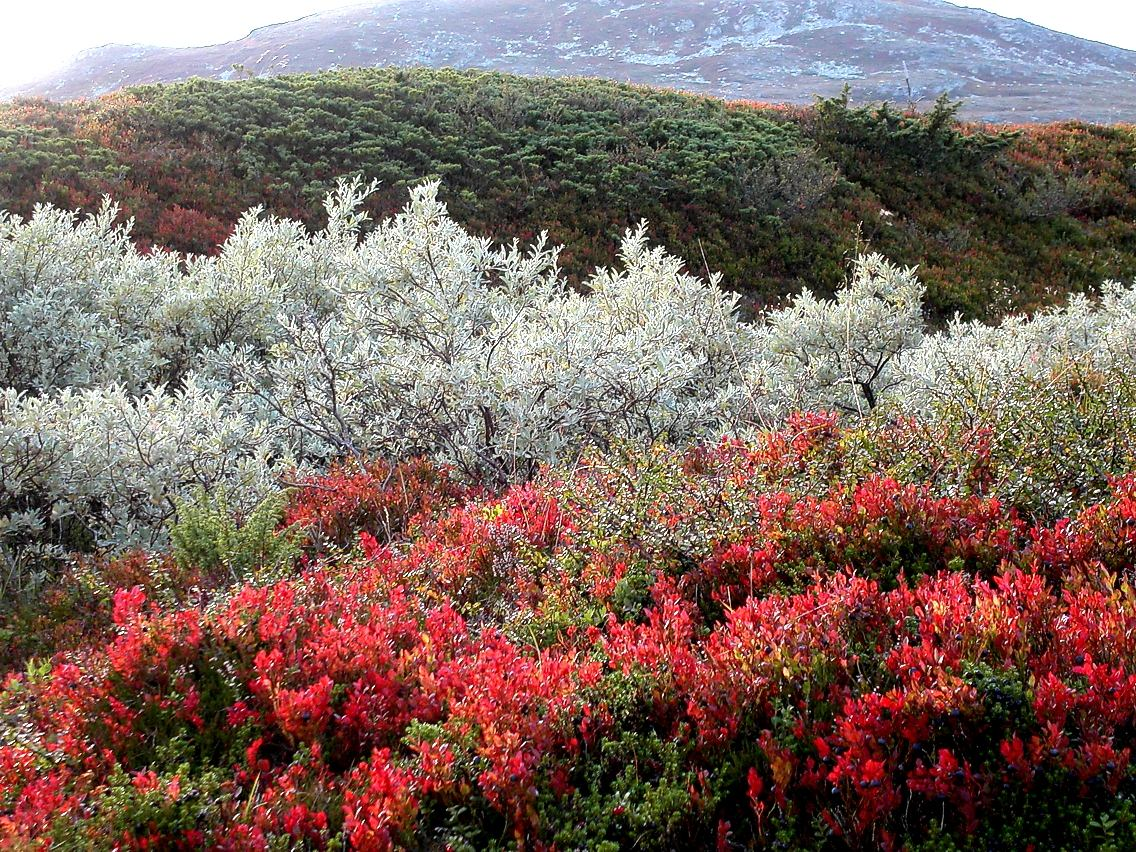
Algunes plantes típiques de la baixa tundra alpina a la tardor.

Flora: Hi ha moltes espècies de plantes alpines en aquesta regió que no es troben en cap altre lloc d'Europa, sinó sovint a l'Àrtic i, de vegades, a les zones de muntanya de l'Amèrica del Nord. A més dels bedolls hi trobem trèmol, pi roig, ginebre comú, vern pilós, moixera, gatsaule i gatzerí. Alguns dels herbaris característics són Aconitum lycoctonum, Vaccinium microcarpum i la móra vermella, aquesta última creixent habitualment als nombrosos pantans.

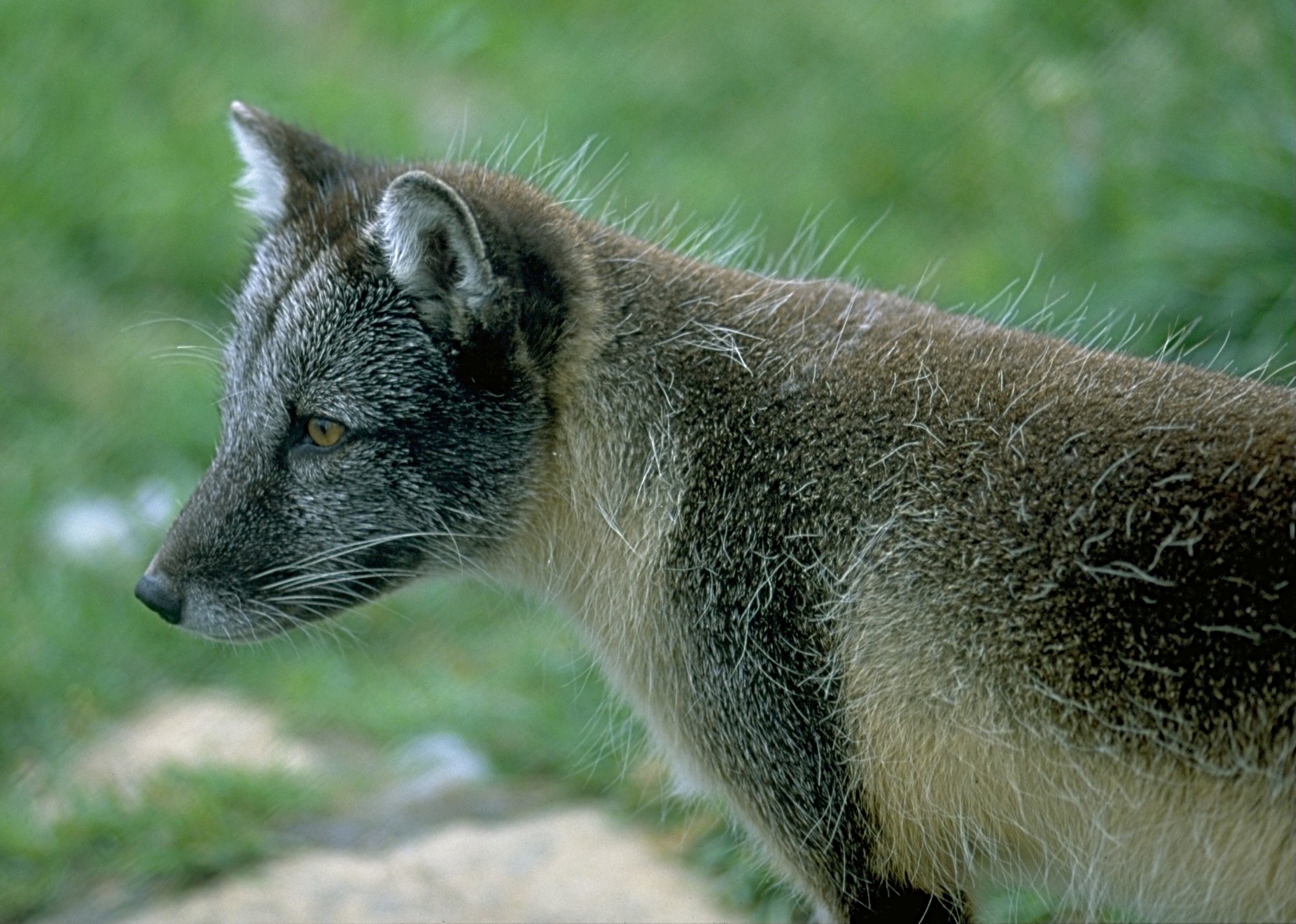
La guineu àrtica és el mamífer més amenaçat de l'ecoregió.

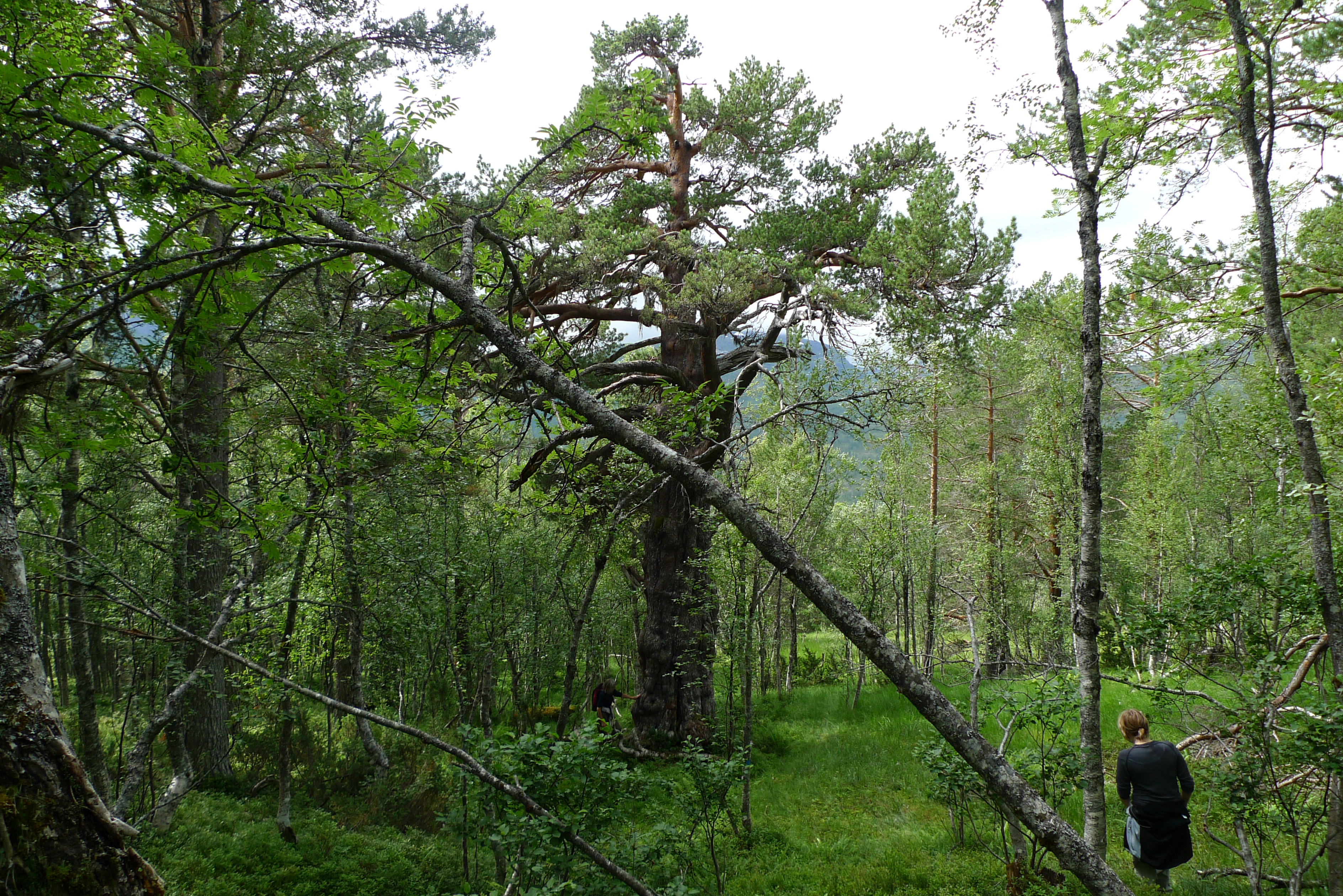
Bosc mixt de pins i bedolls, boreal mitjà, a 400 msnm a Vindøldalen, Surnadal.

La fauna inclou depredadors com el golut, l'os bru, el linx nòrdic, el llop, la guineu roja i l'ermini. La guineu àrtica està en perill d'extinció en aquesta zona, però hi ha esforços per intentar salvar l'espècie. Entre els herbívors trobem ren salvatge (només a les muntanyes del centre de Noruega, els rens del nord són semi-domesticats), el cabirol i el cérvol comú (a les terres baixes, a la part sud de l'ecoregió); l'herbívor gran més comú és l'ant (majoritàriament per sota del límit arbori). El lemmini, el talpó, l'esquirol i la llebre són comuns, i la llúdria comuna és comuna a prop dels fiords i en molts rius, especialment al nord. A Dovrefjell hi ha uns 150 bous mesquers que van ser transportats des de Groenlàndia durant la dècada del 1930, ja que l'espècie s'havia extingit a Escandinàvia.
Hi ha una rica avifauna; la majoria dels ocells són migratoris, però alguns, com la perdiu blanca, es mantenen durant tot l'any. Entre les espècies d'ocells hi ha el falcó grifó i el pigarg cuablanc. Hi ha molts llacs amb truita i truita alpina, i els rius tenen truita de rierol i salmó.